# 2016年中国股市熔断
2016年中国股市熔断，是指中国沪深股市在2016年1月4日、7日两个交易日发生的熔断事件。2015年股灾爆发后，中国当局为了遏制股市的下跌趋势，在2016年1月1日开始实行熔断机制限制股票涨跌幅，然而在接下来的一周中国沪深股市在2016年1月4日（星期一）和7日（星期四）两个交易日发生熔断，证监会不得不在7日熔断当天取消了熔断机制。取消熔断机制后，沪深股市延续2015年的下跌趋势，直到1月29日才出现大幅反弹。

## 背景
上證綜指曾於2015年底回升至3600點，期間滬深300指數及深證成指分別回升至3800點和13000點。其後再次下跌，踏入2016年滬深股市跌勢進一步惡化，上證綜指於1月26日跌破2015年8月股災低點，並於1月27日低見2638.3點；滬深300指數亦於當日低見2839.29點，兩者較2015年6月高位急跌近一半；至於深證成指亦於當日低見8986.52點，較2015年6月高位急跌超過一半。

## 过程
- 1月4日——中國股市於2016年首個股市交易日急跌，滬深300指數跌幅達7%，兩度觸發熔斷機制，全日暫停交易提前收盤，收市下跌242.52點，報3296.66點，跌幅6.85%。[2]
- 1月7日——再度觸發熔斷機制，全日交易不足15分鐘便提早收市，證監會於當晚宣佈由1月8日起暫停實施指數熔斷機制。[3]
- 2016年1月7日：中國證監會發布《上市公司大股東、董監高減持股份的若干規定》，由1月9日起，上市公司大股東在3個月內通過證券交易所集中競價交易減持股份的總數，不得超過公司股份總數的1%。[4]
- 1月13日——上證綜合指數失守三千點，收報2949點，跌73點或2.42%。[5]
- 1月14日——深證成指失守10000點，全日收報9997.92點，挫3.35%。[6]
- 1月16日——上證綜合指數下跌3.6%，收市險守2900點，較去年12月收盤高位跌逾20%，A股由此進入技術熊市。[7]
- 1月26日——上證綜合指數暴跌6.4％，失守2900、2800點，跌破2015年8月股災低點，收報2749.79點；深證成指收盤大跌7％，收在9483.55點；創業板也大跌7.6％。[8]
- 1月28日——上證綜合指數下跌2.92％，收2655.66點，失守2700點關；深成指下跌3.6％，收9082.59點；創業板也大跌4.5％。[9]
- 1月29日——雖然中國股市於2016年1月最後交易日反彈逾3%，但上證綜合指數1月份累挫22.65%；深證成指1月份更累瀉25.63%；至於深圳創業板指數1月份累挫26.53%。滬深兩市創下歷年來最差1月份表現，並跑輸全球股票市場。[10]
- 2月29日—— 大陸股市於2月最後一個交易日開低走低，跌幅介乎2至6%。上證指數震盪向下，跌破2,700點關卡，尾盤跌幅一度再擴大，低見2,638.96點，全日仍挫79點或2.86%，收報2,687點，創1個月新低；深證成指亦曾低見9,000.89點，險守9,000點關卡，最終亦大滑476點或4.98%，以9,097點作收；滬深300指跌70點或2.39%，收報2,877點；創業板指收市則暴跌134點或6.69%，報1,880點。總結2月，上證指數下跌1.81%，深證成指亦挫3.4%。[11]